# Moon So-ri
Moon So-ri (문소리?; Busan, 2 luglio 1974) è un'attrice sudcoreana nota principalmente per le sue interpretazioni in Oasis (2002) e in La moglie dell'avvocato (2003).

## Filmografia

### Attrice

#### Cinema
- Bakha satang (박하사탕), regia di Lee Chang-dong (2000)
- Oasis (오아시스), regia di Lee Chang-dong (2002)
- La moglie dell'avvocato (바람난 가족, Baramnan gajok), regia di Im Sang-soo (2003)
- Hyojadong ibalsa (효자동 이발사), regia di Lim Chan-sang (2004)
- Sa-kwa (사과), regia di Kang Yi-Kwan (2005)
- Saranghae malsoonssi (사랑해), regia di Park Heung-sik (2005)
- Yeogyosuui eunmilhan maeryeok (여교수의 은밀한 매력), regia di Lee Ha (2006)
- Gajog-ui tansaeng (가족의 탄생), regia di Kim Tae-yong (2006)
- Woori saengae chwegoui soongan (우리 생애 최고의 순간), regia di Yim Soonrye (2008)
- Naui maeumeun jiji anattda (나의 마음은 지지 않았다), regia di Ahn Hae-ryong (2009)
- Jal aljido mothamyeonseo (잘 알지도 못하면서), regia di Hong Sang-soo - voce (2009)
- Nalara penguin (날아라 펭귄), regia di Yim Soonrye (2009)
- Hahaha (하하하), regia di Hong Sang-soo (2010)
- The Housemaid (하녀, Hanyeo), regia di Im Sang-soo - cameo (2010)
- Leafie - La storia di un amore (마당을 나온 암탉, Madangeul Naon Amtak), regia di Oh Sung-yoon - voce (2011)
- In Another Country (다른 나라에서, Dareun narayeseo), regia di Hong Sang-soo (2011)
- Boonnoui yoonrihak (분노의 윤리학), regia di Park Myung-rang (2013)
- Spy (스파이), regia di Yi Seung-jun (2013)
- Gwanneungui bubchik (관능의 법칙), regia di Kwon Chil-in (2014)
- Manshin (만신), regia di Park Chan-kyong (2014)
- La collina della libertà (자유의 언덕, Ja-yu-ui eondeok), regia di Hong Sang-soo (2014)
- Pilreumsidaesarang (필름시대사랑), regia di Zhang Lu (2015)
- Mademoiselle (아가씨, Ah-ga-ssi), regia di Park Chan-wook (2016)
- Garyeojin sigan (가려진 시간), regia di Uhm Tae-hwa (2016)
- Teukbyulshimin (특별시민), regia di Park In-je (2017)
- Yeobaewooneun oneuldo (여배우는 오늘도?), regia di Moon So-ri (2017)
- Little Forest (리틀 포레스트?), regia di Yim Soonrye (2018)
- Gunsan - Geowireul noraehada (군산 - 거위를 노래하다?), regia di Zhang Lu (2018)
- Ni boomo eolgooli bogo shipda (니 부모 얼굴이 보고 싶다?), regia di Kim Ji-Hoon (2018)
- Baesim-wondeul (배심원들?), regia di Hong Seung-wan (2018)
- Maggie (메기?), regia di Yi Ok-seop (2019)
- Se jamae (세 자매?), regia di Lee Seung-won (2021)
- Ni boomo eolgooli bogo shipda (니 부모 얼굴이 보고 싶다?), regia di Kim Ji-hoon (2022)
- Seoul Vibe - L'ultimo inseguimento (서울대작전?, Seo-ul daejakjeonLR), regia di Moon Hyun-sung (2022)
- Joh.Daes.Gu (좋.댓.구?), regia di Park Sang-min (2023)

#### Televisione
- Tae-wangsasin-gi (태왕사신기) – serie TV (2007)
- Nae insaeng-ui hwangkeumgi (내 인생의 황금기) – serie TV (2008)
- Pureun bada-ui jeonseol (푸른 바다의 전설) – serie TV (2016-2017)
- The School Nurse Files (보건교사 안은영?) – serie TV (2020)
- Queenmaker (퀸메이커?, Kwinme-i-keoLR) – serie TV (2023)
- Due contro tutti (레이스?, Re-iseuLR) – serie TV (2023)

### Regista
- Yeobaewooneun oneuldo (여배우는 오늘도?) (2017)

## Premi
- 2002: Mostra internazionale d'arte cinematografica - Premio Marcello Mastroianni (Oasis)
- 2002: Blue Dragon Film Awards - Miglior attrice esordiente (Oasis)
- 2002: Chunsa Film Art Awards - Miglior attrice (Oasis)
- 2002: Korean Association of Film Critics Awards - Miglior attrice (Oasis)
- 2002: Korean Film Awards - Miglior attrice esordiente (Oasis)
- 2002: Korean Film Awards - Miglior attrice (Oasis)
- 2002: Director's Cut Awards - Miglior attrice esordiente (Oasis)
- 2003: Seattle International Film Festival - Miglior attrice (Oasis)
- 2003: Festival del cinema di Stoccolma - Miglior attrice (La moglie dell'avvocato)
- 2003: Pusan Film Critics Awards - Miglior attrice (La moglie dell'avvocato)
- 2003: Chunsa Film Art Awards - Miglior attrice (La moglie dell'avvocato)
- 2003: Korean Film Awards - Miglior attrice (La moglie dell'avvocato)
- 2003: Women in Film Korea Awards - Miglior attrice (La moglie dell'avvocato)
- 2004: Premio Daejong - Miglior attrice (La moglie dell'avvocato)
- 2004: Max Movie Awards - Miglior attrice (La moglie dell'avvocato)
- 2006: Thessaloniki Film Festival - Miglior attrice (Gajokeui tansaeng)
- 2008: MBC Drama Awards - Premio all'eccellenza, attrice (Nae insaengui hwangkeumgi)
- 2010: Buil Film Awards - Miglior attrice (Hahaha)

## Doppiatrici italiane
Nelle versioni in italiano dei suoi film, Moon So-ri è stata doppiata da:
- Eliana Lupo in Oasis
- Barbara De Bortoli ne La moglie dell'avvocato
- Perla Liberatori ne In Another Country
- Monica Ward ne La collina della libertà
- Beatrice Margiotti in Mademoiselle
- Lucia Valenti in Little Forest
- Mariagrazia Cerullo in Seoul Vibe - L'ultimo inseguimento

Da doppiatrice è stata sostituita da:
- Antonella Baldini in Leafie - La storia di un amore